# 사카이바라촌
사카이바라촌(坂井原村)은 히로시마현 미쓰기군에 설치되었던 촌이다. 현재의 미하라시에 해당한다.